# Octogone
Un octogone (du grec ὀκτάγωνον oktágōnon, cf. ὀκτώ oktṓ « huit » et γωνία gōnía « angle ») est un polygone à huit sommets, donc huit côtés et vingt diagonales.
La somme des angles internes d'un octogone non croisé est égale à 6π rad, soit 1 080°.

## Octogone régulier
Un octogone régulier est un octogone dont les huit côtés ont la même longueur et dont les angles internes ont la même valeur.
Il existe un octogone régulier étoilé (l'octagramme régulier, noté {8/3}) mais usuellement, « octogone régulier » désigne implicitement l'octogone régulier convexe, noté {8}.

### Propriétés
Pour un octogone régulier de côté a :
- l'angle interne vaut 3π/4 rad, soit 135° ;
- le rayon du cercle circonscrit est{\displaystyle R={\tfrac {a}{2\sin \left({\tfrac {\pi }{8}}{\text{ (rad)}}\right)}}={\tfrac {a}{\sqrt {2-{\sqrt {2}}}}}\simeq 1{,}3066~a~;}
- le rayon du cercle inscrit et donc la longueur de l'apothème est{\displaystyle r={\tfrac {a}{2}}\cot {\tfrac {\pi }{8}}={\tfrac {a}{2}}(1+{\sqrt {2}})\simeq 1{,}2071~a}(cot est ici la fonction cotangente) ;
- le périmètre est égal à 8a ;
- l'aire est égale à{\displaystyle 2a^{2}\cot {\tfrac {\pi }{8}}=2(1+{\sqrt {2}})~a^{2}\simeq 4{,}82843~a^{2}.}Elle vaut également{\displaystyle 2R^{2}{\sqrt {2}}=8r^{2}{({\sqrt {2}}-1)}.}

### Construction

Construction d'un octogone régulier à la règle et au compas.

D'après le théorème de Gauss-Wantzel et puisque 8 est une puissance de 2, l'octogone régulier est constructible à la règle et au compas. La construction suivante est possible :
- 1 : tracer une droite.
- 2 : tracer un cercle dont le centre est situé sur la droite.
- 3 : tracer un arc de cercle dont le centre est situé à l'intersection de la droite et du cercle précédent, de même rayon que celui-ci.
- 4 : tracer une droite passant par les deux points où les cercles se coupent.
- 5 : tracer un arc de cercle ayant pour centre l'intersection des deux droites et passant par le centre du premier cercle.
- 6 : tracer une droite passant par l'intersection de la dernière droite et du dernier cercle, et par le centre du cercle tracé en 2.
- 7 : l'intersection avec le cercle donne la distance à reporter pour chaque côté de l'octogone
- 8 à 10 : reporter les côtés.
- 11 à 18 : tracer l'octogone.

Ou plus simplement :
- Tracer un carré, tracer les diagonales.
- Reporter la demi-diagonale sur les côtés du carré à partir de chaque angle.
- Tracer l'octogone en coupant les coins du carré.

## Architecture

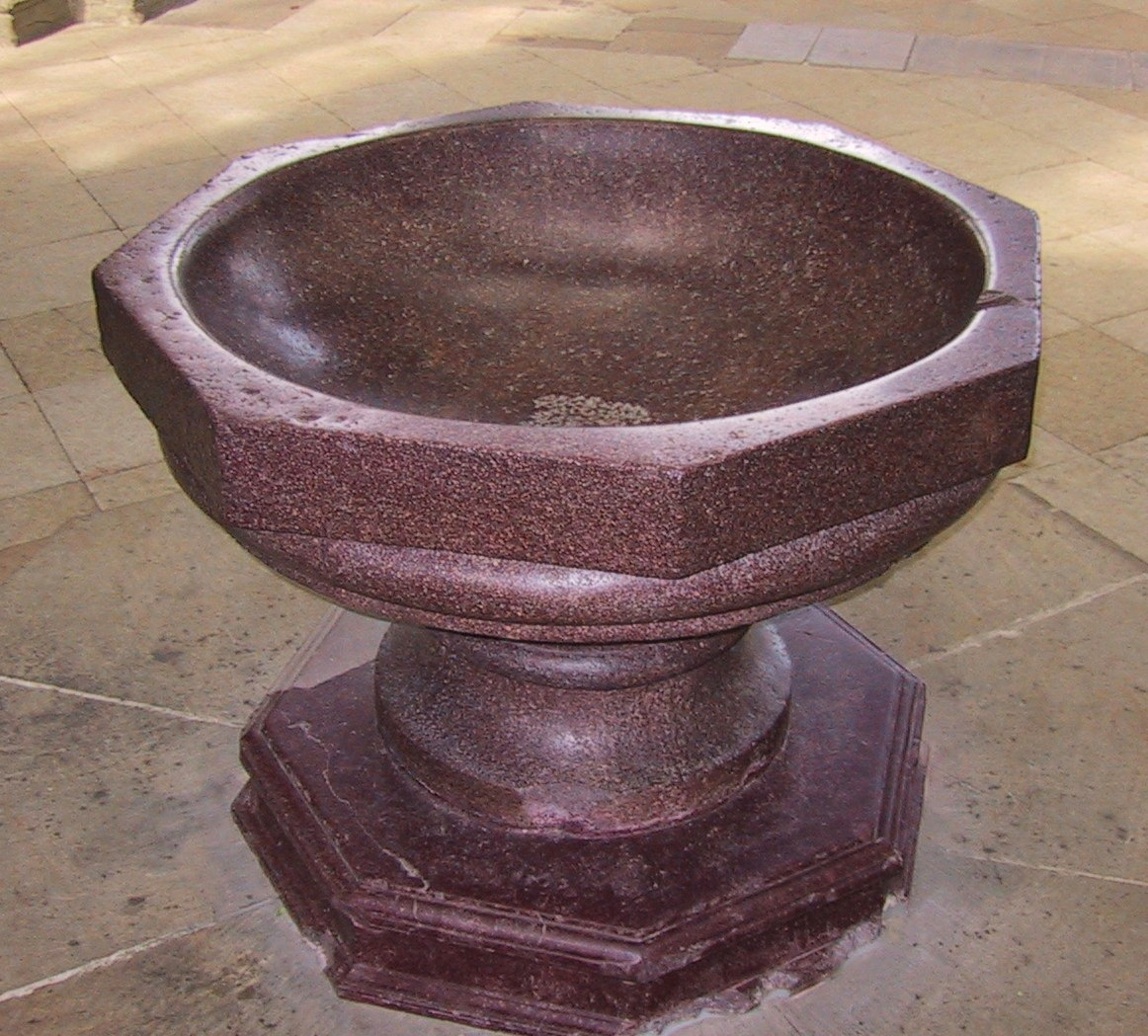
Les fonts baptismaux de la cathédrale de Magdebourg, réemploi d'un bassin de fontaine en porphyre d'époque romaine, le trou central ayant été bouché.

L'octogone apparait dans le plan de certains édifices dans l'architecture de la Grèce antique puis se répand fortement dans l'architecture romaine. Il s'est ensuite largement transmis aux époques suivantes. 
Dans l'Antiquité, on peut citer la présence de l'octogone pour le plan de la tour des Vents à Athènes (Ier ou IIe siècle av. J.-C.), pour la salle à coupole de la Domus aurea de Néron à Rome et d'autres salles à coupoles de la Rome antique, pour des mausolées comme celui du palais de Dioclétien à Split. On retrouve ensuite l'octogone dans le plan de nombreuses églises à plan centré et de baptistères relevant des architectures paléochrétienne et byzantine. Cette forme est ensuite abondement reprise au Moyen Âge dans les architectures arménienne, carolingienne, islamique, romane, gothique, et finit par connaitre encore un certain succès dans l'architecture de la Renaissance et de la période baroque. Parmi les multiples exemples, on peut citer la basilique Saint-Vital de Ravenne (VIe siècle), le dôme du Rocher à Jérusalem (VIIe siècle), la chapelle palatine de Charlemagne à Aix-la-Chapelle (VIIIe siècle), le baptistère Saint-Jean de Florence (XIIe siècle), Castel del Monte de Frédéric II du Saint-Empire (XIIIe siècle) en Apulie (Italie) qui a un plan octogonal flanqué de huit tours elles-mêmes octogonales, ou encore les sales capitulaires des cathédrales de Salisbury et de Wells en Angleterre (XIIIe siècle) et le dôme de Santa Maria del Fiore de Florence (XIIIe – XVe siècle).
Les bassins octogonaux existent également dès l'Antiquité et se transmettent ensuite. On en trouve dans les palais et thermes de la Rome antique, puis dans les églises, les monastères, les baptistères, ou encore dans les palais et les hammams islamiques.
En Asie les pagodes ont des plans divers : ronds, carrés ou polygonaux, parmi lesquels l'octogone est assez fréquent. On peut citer la pagode Sakyamuni du temple Fogong en Chine.
Pour les alchimistes, l'octogone est le parfait mélange entre le carré (l'Humain) et le cercle (le Divin).

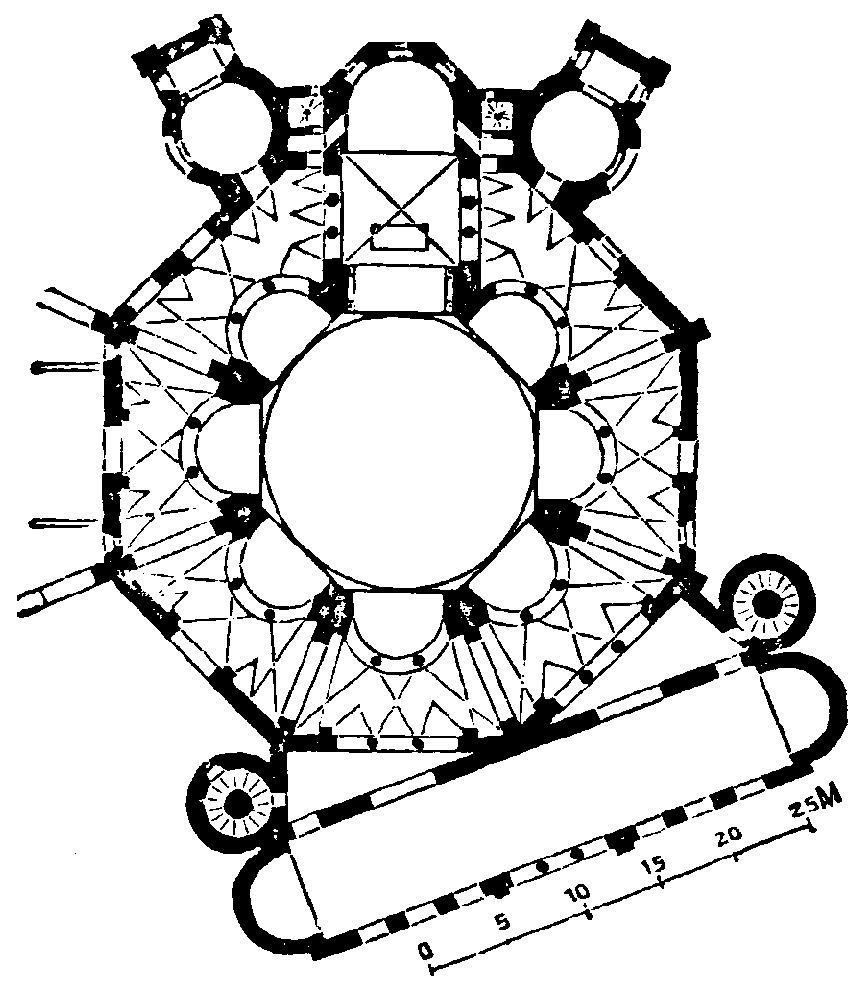
Plan de la basilique Saint-Vital de Ravenne.
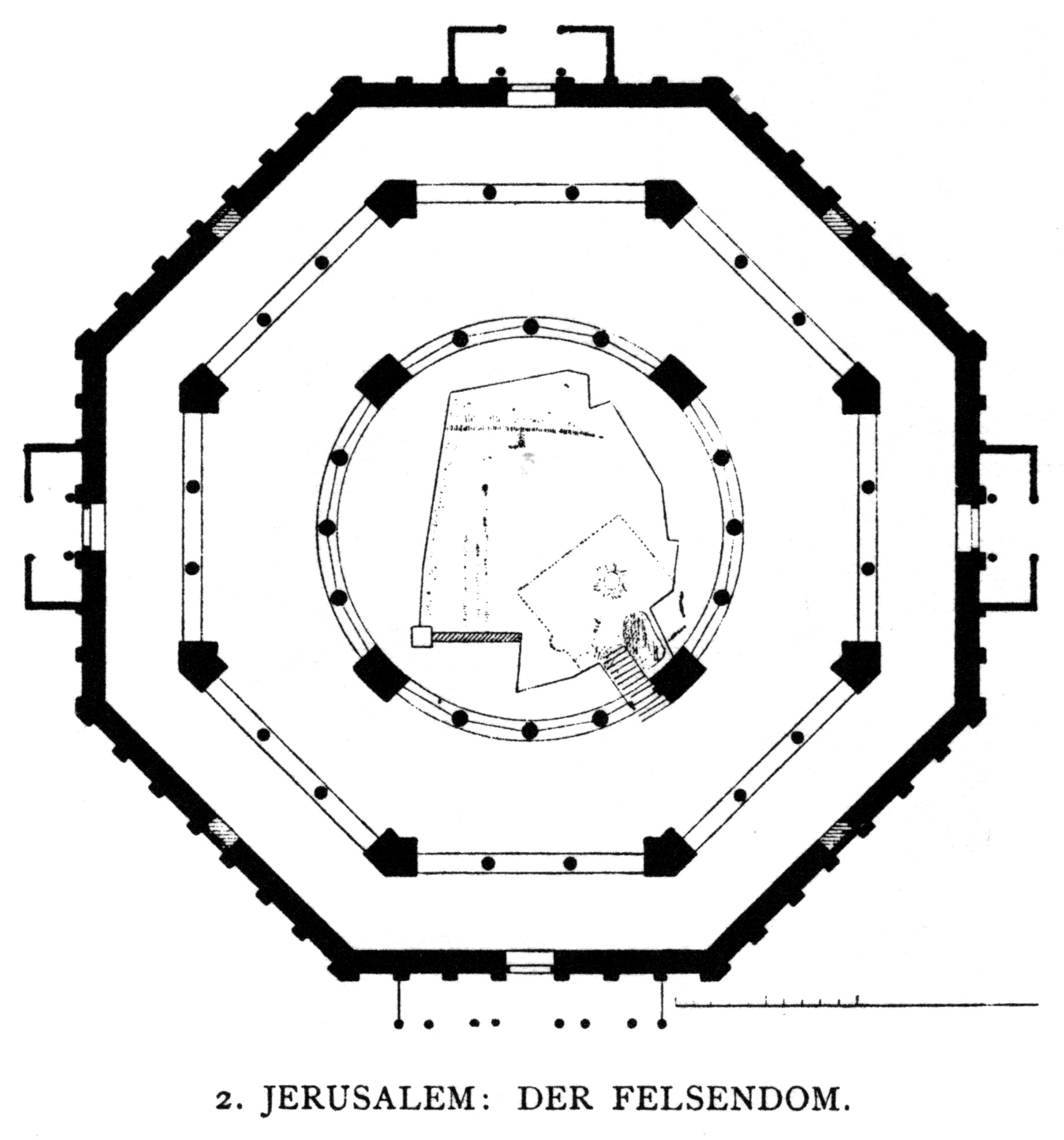
Plan du dôme du Rocher.
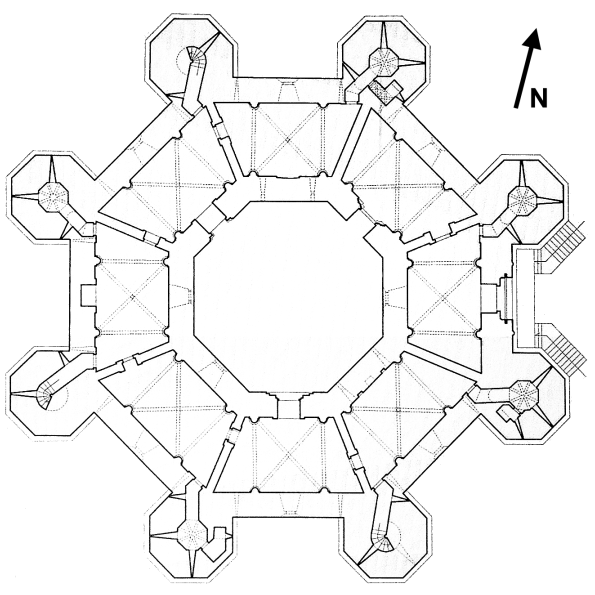
Plan de Castel del Monte.
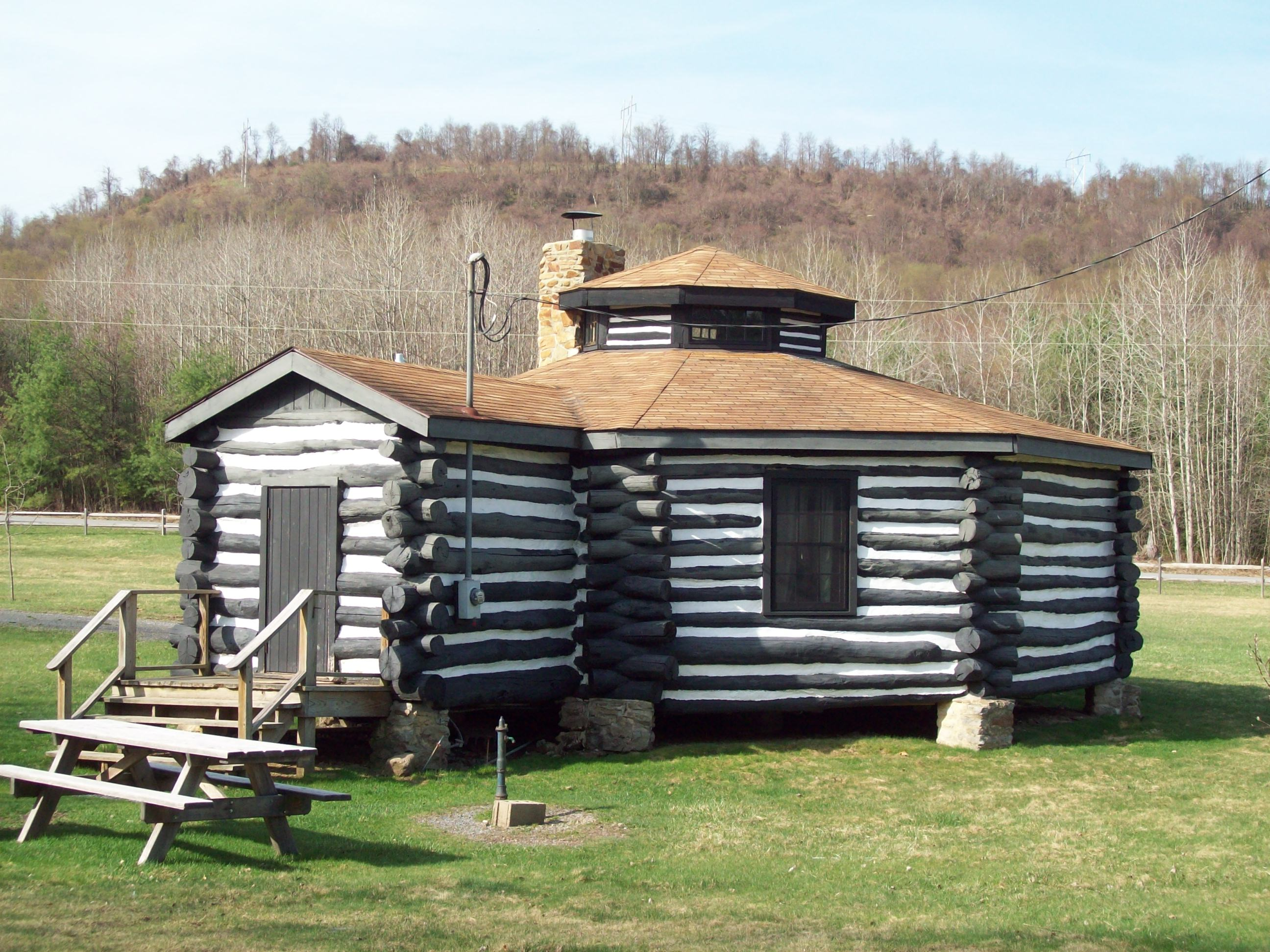
Octagonal Lodge (Pennsylvanie, États-Unis).
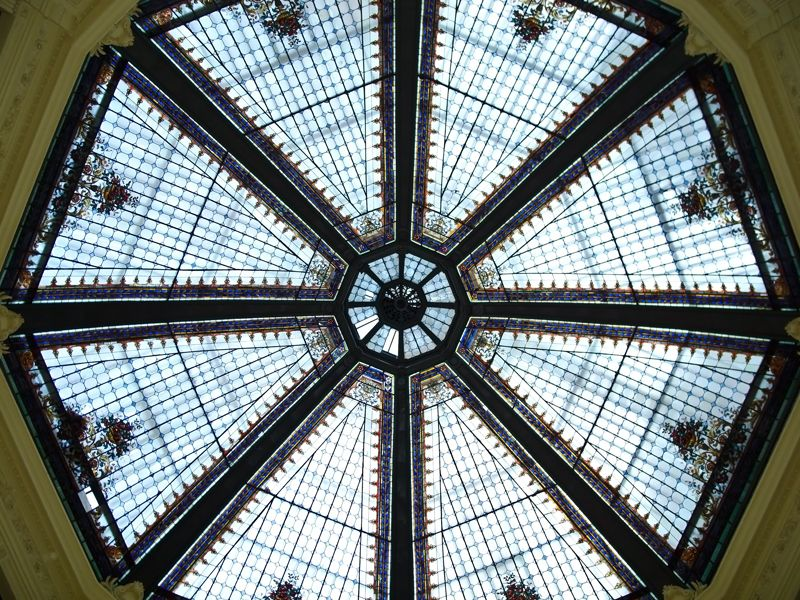
Toit de l'atrium Oktogon, à Zagreb.